# Torneo Capital
El Torneo Capital fue un torneo de fútbol de Río de Janeiro creado en 2013, que se realizaba en anexo al Campeonato Carioca Serie B1. Era administrado por la Federação de Futebol do Estado do Rio de Janeiro (FERJ).

## Historia
Con el cambio del reglamento de la Segunda División, hecho en arbitral realizado el día 21 de noviembre de 2012, quedó definida la creación del Torneo Capital involucrando los partidos entre sí de los equipos del Gran Río durante la realización de la Copa Santos Dumont y la Copa Corcovado. El campeón se define a partir del mejor colocado, y no cuentan partidas semifinales o final de turno, ni del turno final.
La primera edición del Torneo Capital fue realizada en el año 2013 y la última en 2016.

## Palmarés
| Año  | Campeón         | Subcampeón  | Tercer lugar    | Cuarto lugar |
| ---- | --------------- | ----------- | --------------- | ------------ |
| 2013 | América         | Portuguesa  | Barra da Tijuca | Ceres        |
| 2014 | Barra da Tijuca | Ceres       | Portuguesa      | Olaria       |
| 2015 | Portuguesa      | América     | Duque de Caxias | Olaria       |
| 2016 | Audax Rio       | Nova Iguaçu | Olaria          | Artsul       |

## Títulos por equipo
| Club            | Títulos | Subtítulos | Años campeón | Años subcampeón |
| --------------- | ------- | ---------- | ------------ | --------------- |
| América         | 1       | 1          | 2013         | 2015            |
| Portuguesa      | 1       | 1          | 2015         | 2013            |
| Barra da Tijuca | 1       | 0          | 2014         | ----            |
| Audax Rio       | 1       | 0          | 2016         | ----            |
| Nova Iguaçu     | 0       | 1          | ----         | 2016            |
| Ceres           | 0       | 1          | ----         | 2014            |